# The Outsider (film 2014)
The Outsider è un film del 2014 diretto da Brian A. Miller.

## Trama
Ad un contractor dell'esercito britannico, Lex Walker, viene comunicato, quando è ancora in servizio all'estero, precisamente in Afghanistan, che sua figlia Samantha è stata uccisa e che il suo corpo si trova ancora a Los Angeles. 
Walker, dopo aver lasciato il suo lavoro ed essere tornato in Inghilterra, prenota subito un volo per Los Angeles per effettuare il riconoscimento del corpo, ma, una volta arrivato lì, scopre che quello non è il corpo di sua figlia. Walker inizia quindi a cercarla e non smetterà finché non l'avrà trovata.